# Liste der Naturdenkmale in Bad Dürrheim
| Naturdenkmale | Anzahl |
| ------------- | ------ |
| FND           | 2      |
| END           | 3      |
| Gesamt        | 5      |

Die Liste der Naturdenkmale in Bad Dürrheim nennt die verordneten Naturdenkmale (ND) der im baden-württembergischen Schwarzwald-Baar-Kreis liegenden Stadt Bad Dürrheim. In Bad Dürrheim gibt es insgesamt fünf als Naturdenkmal geschützte Objekte, davon zwei flächenhafte Naturdenkmale (FND) und drei Einzelgebilde-Naturdenkmale (END).
Stand: 31. Oktober 2016.

## Flächenhafte Naturdenkmale (FND)
| Name                     | Bild | Kennung     | Einzelheiten | Position | Fläche Hektar | Datum         |
| ------------------------ | ---- | ----------- | ------------ | -------- | ------------- | ------------- |
| Schabelwiesen            | BW   | 83260030004 | Bad Dürrheim | ⊙        | 0,5           | 28. Jan. 1985 |
| Wolfshag                 | BW   | 83260030005 | Bad Dürrheim | ⊙        | 6,5           |               |
| Legende für Naturdenkmal |      |             |              |          |               |               |

## Einzelgebilde (END)
| Name                                | Bild | Kennung     | Einzelheiten                                             | Position | Fläche Hektar | Datum         |
| ----------------------------------- | ---- | ----------- | -------------------------------------------------------- | -------- | ------------- | ------------- |
| Biesinger Pappeln – 2 Silberpappeln | BW   | 83260030001 | Bad Dürrheim                                             | ⊙        | 0,0           | 11. Dez. 1959 |
| Eckbühleschen                       | BW   | 83260030003 | Bad Dürrheim                                             | ⊙        | 0,0           | 12. März 1969 |
| 1 alte Linde                        |      | 83260030002 | Bad Dürrheim Nicht mehr in der LUBW-Datenbank vorhanden. | ???      | 0,0           | 11. Dez. 1959 |
| Legende für Naturdenkmal            |      |             |                                                          |          |               |               |